# 徳島県道40号徳島空港線
徳島県道40号徳島空港線（とくしまけんどう40ごう とくしまくうこうせん）は、徳島県板野郡松茂町から鳴門市に至る県道（主要地方道）である。

## 概要
板野郡松茂町豊久から鳴門市大麻町東馬詰に至る。
徳島空港に接続する。全線にわたって2 - 4車線が確保されている。

### 路線データ
- 起点：徳島県板野郡松茂町豊久（徳島空港、徳島県道401号鳴門徳島自転車道線上）
- 終点：徳島県鳴門市大麻町東馬詰（徳島県道39号徳島鳴門線交点）
- 総延長：6 km[1][2]

## 歴史
- 1967年（昭和42年）1月17日 - 徳島県道徳島空港線として認定。[要出典]
- 1972年（昭和47年）3月10日 - 徳島県道186号徳島空港線として認定。[要出典]
- 1993年（平成5年）5月11日 - 建設省から、県道徳島空港線が徳島空港線として主要地方道に指定される[3]。
- 1994年（平成6年）4月1日 - 徳島県道40号徳島空港線として認定。[要出典]
- 2015年（平成27年）3月14日 - 終点を松茂SICまで延長。[要出典]
- 2023年（令和5年）
  - 1月31日 - 徳島県告示第27号により、松茂SICから徳島県道39号徳島鳴門線交点間の区域を追加指定[1]。
  - 12月12日 - 従来の徳島県道40号徳島空港線を廃止して、新たに徳島県道40号徳島空港線を認定[4][5]、松茂SICから板野郡北島町までの区域決定[2]。

## 路線状況

### 重複区間
- 徳島県道401号鳴門徳島自転車道線（板野郡松茂町豊久）

### 道路施設

#### 橋梁
- 空港大橋（旧吉野川、板野郡松茂町）

## 地理

### 通過する自治体
- 徳島県
  - 板野郡松茂町 - 板野郡北島町 - 鳴門市

### 交差する道路
| 交差する道路                                 | 市町村名 | 市町村名 | 交差する場所 | 交差する場所       |
| -------------------------------------------- | -------- | -------- | ------------ | ------------------ |
| 徳島県道401号鳴門徳島自転車道線 重複区間起点 | 板野郡   | 松茂町   | 豊久         | 起点               |
| 徳島県道401号鳴門徳島自転車道線 重複区間終点 | 板野郡   | 松茂町   | 豊久         |                    |
| 徳島県道219号古川長原港線                    | 板野郡   | 松茂町   | 豊久         | [ 注釈 1 ]         |
| 国道28号                                     | 板野郡   | 松茂町   | 笹木野       | 松茂町笹木野交差点 |
| 徳島県道220号川内大代線 / 旧道               | 板野郡   | 松茂町   | 中喜来       |                    |
| 国道11号                                     | 板野郡   | 松茂町   | 中喜来       | 空港線西口交差点   |
| 徳島県道220号川内大代線                      | 板野郡   | 松茂町   | 中喜来       |                    |
| 徳島県道226号津慈広島線                      | 板野郡   | 松茂町   | 中喜来       | [ 注釈 2 ]         |
| E11 徳島自動車道                             | 板野郡   | 松茂町   | 長岸         | 1-1 松茂SIC        |
| 徳島県道39号徳島鳴門線                       | 鳴門市   | 鳴門市   | 大麻町東馬詰 | 終点               |

### 沿線
- 徳島空港